# Aladahalli, Hassan
Aladahalli là một làng thuộc tehsil Hassan, huyện Hassan, bang Karnataka, Ấn Độ.